# David Armstrong (football)
Pour les articles homonymes, voir David Armstrong et Armstrong.
David Armstrong, né le 26 décembre 1954 à Durham (Angleterre) et mort le 21 août 2022, est un footballeur anglais, qui évoluait au poste d'attaquant à Middlesbrough, Southampton et en équipe d'Angleterre.
Armstrong n'a marqué aucun but lors de ses trois sélections avec l'équipe d'Angleterre entre 1980 et 1984.

## Carrière
- 1972-1981 : Middlesbrough FC
- 1981-1987 : Southampton FC
- 1987-1988 : AFC Bournemouth

## Palmarès

### En club
- Champion d'Angleterre de Second Division en 1974 avec Middlesbrough FC
- Vice-champion d'Angleterre en 1984 avec Southampton FC

### EnÉquipe d'Angleterre
- 3 sélections entre 1980 et 1984

### Distinction individuelle
- Élu meilleur joueur de l'année de Middlesbrough FC en 1980